# Vinkulace
Vinkulace čili vinkulování (z lat. vinculum, pouto) znamená jakési „zamčení“, omezení dispozičního práva např. u vkladů, úvěrů, pojistného plnění nebo u cenných papírů. Disponování s nimi může být vázáno na heslo, souhlas třetí osoby, omezeno jen pro určitý účel a podobně. Zrušení (uvolnění) vinkulace se nazývá devinkulace.
Vinkulované vklady mohou představovat záruku pro prodávajícího, že kupec bude moci zaplatit, protože je nemůže utratit jinak. 
Vinkulace pojistného plnění ve prospěch třetí osoby znamená, že v případě pojistné události je pojistné plnění vyplaceno třetí osobě.
U cenných papírů (například akcií na jméno) vinkulace znamená, že s jejich převodem na jinou osobu musí souhlasit emitent.
V šedesátých letech byla podmínkou zapsání do pořadníku na nákup osobního automobilu vinkulace částky 20.000 Kčs ve prospěch Mototechny. Tato suma se odečítala od kupní ceny vozidla, při ceně Škody 1000 MB v polovině šedesátých let 44.000 Kčs byla tato částka rovna téměř polovině ceny vozu, a musela být vinkulována po celou dobu čekání na prodej vozu. Čekací lhůty byly tehdy pět až deset let.